# Nick at Nite
«Nick at Nite» (стилизован как «nick@nite») — телевизионный программный блок «Nickelodeon». Как и «TEENick», «Nick at Nite» ориентирован на подростков, но в более старшем возрасте (14-17 лет), также проводится вещание сериалов для взрослых.
«Nickelodeon» является популярным

## История
«Nick at Nite» дебютировал 1 июля 1985 года как вечерний блок программ на «Nickelodeon». Вещание проводилось с 22:00 до 6:00 семь дней в неделю и показывал в основном классические ситкомы.
Президент «MTV Networks», Боб Питтмэн просил главного менеджера «Nickelodeon», Гэри Лэйборен, продлить эфирное время канала, оставленное «A&E Network». Теперь «Nickelodeon» стал полноценным кабельным каналом, трансляция которого осуществлялась 24 часа в сутки. После бесполезных попыток создания оригинальных телепередач, Лэйборен обратилась к консультантам MTV, Алану Гудмэну и Фреду Сеиберту из компании «Fred/Alan». После презентации ситкома «The Donna Reed Show» (который Лэйборен презирала), Гудману и Сеиберту пришла в голову идея о «старых фильмах телевидения». Они придумали вечерний и ночной блоки программ самых популярных фильмов прошлого времени «Лучшие хиты телевидения», и объявили о новом блоке программ MTV и «Nickelodeon»". Главный программист Дебби Бик назвал этот блок «Nick at Nite». Компания «Fred/Alan» разрабатывала оригинальный логотип блока вместе с Томом Кори и Скоттом Нэшем из дизайнерской компании «Corey McPherson Nash», и бостонскими создателями оранжевого логотипа «Nickelodeon».
Итак, в эфир вышел блок классических ситкомов, таких как «Шоу Донны Рид» и «Dennis the Menace», а также классическая драма «Route 66». Когда «Nick at Nite» начнёт набирать популярность, будут добавляться серии новых шоу, таких как «Saturday Night Live». Шли годы, и в базе ситкомов «Nick at Nite» стало более сотни новых шоу.
В 1995 году канал праздновал десятилетие в течение одной недели. На протяжении праздничной недели в эфир вышли «лучшие программы». Также на этой неделе, в нижнем левом углу экрана был логотип десятилетия канала, который был также использован и во второе десятилетие «Nick at Nite» в 2005 году.
В 2004 году «Nick at Nite» и «Nickelodeon» разделились на два разных канала из-за того, что целевые аудитории обоих телеканалов довольно сильно различались, а рекламодателям казалось, что этот шаг принесёт немало прибыли.
1 сентября 2007 года, облик логотипа «Nick at Nite» изменился с голубого на оранжевый, чтобы соответствовать цвету логотипа «Nickelodeon». Облик «Nick at Nite» теперь стал выглядеть в виде полумесяца. Первая программа, которая появилась в эфире уже с новым логотипом, «America's Funniest Home Videos».
Облик логотипа «Nick at Nite» снова был изменён 28 сентября 2009 года. Новый логотип канала теперь состоит из двух слов и стилизован как «nick@nite».

### Сегодня
Сегодня «Nick at Nite» показывает хиты 1990-х и 2000-х годов.

### Слоганы
- Hello, Out There from TV Land (1985—1997 гг.)
- The Place for TV Hits (1997—2002 гг.)
- We Play Favorites (2002—2007 гг.)
- It’s Not Just Nite. It’s Nick at Nite. (2007—2009 гг.)
- It’s Here All Nite on Nick at Nite (с 2009 года)

## Трансляция программ на «Nick at Nite»

### 1985—1989 гг.
- Dennis the Menace (1985—1994)
- The Donna Reed Show (1985—1994)
- My Three Sons (1985—1991)
- National Geographic Explorer (1985—1986)
- Nick at Nite Фильмы (1985—1989)
- Route 66 (1985—1987)
- Turkey Television (1985—1987)
- Mister Ed (1986—1993)
- I Spy (1986—1988)
- The Smothers Brothers Show (1986—1989)
- The Ann Sothern Show (1987—1990)
- The Bad News Bears (1987)
- Car 54, Where Are You? (1987—1990)
- Mad Movies with the L.A. Connection (1987—1989)
- Make Room For Daddy (1987—1991)
- The Monkees (1987—1988, 1996—1997)
- Rowan & Martin's Laugh-In (1987—1990)
- Private Secretary (1987—1990)
- Lancelot Link, Secret Chimp (1988—1989)
- The Patty Duke Show (1988—1992, 1995)
- Субботним вечером в прямом эфире (1988—1991)
- Second City Television (1988—1990)
- Looney Tunes (1989—1993)
- Моя жена меня приворожила (1989—1992, 1994—2001)
- Зелёные просторы (1989—1992, 1996)
- Lassie (1989—1996)
- On the Television (1989—1991)

### 1990-е
- The Many Loves of Dobie Gillis (1990—1993)
- Alfred Hitchcock Presents (1990—1994)
- America 2-Night (1990—1993)
- Dragnet (1990—1995)
- Fernwood 2 Night (1990—1993)
- Adventures of Superman (1991—1995)
- The Dick Van Dyke Show (1991—2000)
- F Troop (1991—1995)
- Напряги извилины (1991—1994)
- Hi Honey, I'm Home! (1991—1992)
- Морк и Минди (1991—1995)
- The Lucy Show (1992—1996)
- The Mary Tyler Moore Show (1992—2000)
- The Partridge Family (1993—1995, 1997—1998)
- The Bob Newhart Show (1993—1998)
- Я люблю Люси (1994—2000, 2001)
- I Dream of Jeannie (1994—1997, 2000)
- The Lucy–Desi Comedy Hour (1994—1997, 1999—2000)
- The White Shadow (1994—1996)
- Taxi (1994—2001)
- The Munsters (1995—1997, 2000)
- Welcome Back, Kotter (1995—1996)
- Флиппер (1996)
- Rhoda (1996—1998)
- Phyllis (1996—1998)
- The Betty White Show (1996—1999)
- That Girl (1996—1997)
- The Addams Family (1996)
- The Odd Couple (1997—1999)
- Happy Days (1997—2003, 2004)
- Newhart (1997—2000)
- Чудесные годы (1997—2001)
- Laverne & Shirley (1998—2001)
- The Brady Bunch (1998—2002)
- All in the Family (1998—2004)
- The Jeffersons (1999—2002, 2006)
- Maude (1999)
- Sanford and Son (1999, 2003)
- WKRP in Cincinnati (1999—2000)

### 2000-е
- The Andy Griffith Show (2000—2002)
- The Beverly Hillbillies (2000—2001)
- The Facts of Life (2000—2001, 2003)
- Gilligan's Island (2000—2002)
- Three's Company (2000—2005, 2006)
- Cheers (2001—2004)
- Diff'rent Strokes (2001)
- Family Ties (2001—2003)
- Kids Say the Darndest Things (2001—2003)
- Чарльз в ответе (2002—2003)
- Coach (2002—2003)
- Полный дом (2003—2009)
- Head of the Class (2003)
- Perfect Strangers (2003)
- Roseanne (2003—2009)
- Wings (2003—2005)
- Family Face Off: Hollywood (2004)
- Fatherhood (2004—2005)
- Принц из Беверли-Хиллз (2004—2009)
- Who's the Boss? (2004—2006)
- Hi-Jinks (2005—2007)
- The Jeff Foxworthy Show (2005—2006)
- Murphy Brown (2005—2007)
- The Search for the Funniest Mom in America (2005—2007)
- At the Poocharelli’s (2006)
- Designing Women (2006—2008)
- A Different World (2006—2007)
- Mad About You (2006—2007)
- NewsRadio (2006)
- America's Funniest Home Videos (2007)
- Bet the House (2007—2008)
- Growing Pains (2007—2008)
- Home Improvement (2007—2009)
- Nick at Nite Tuesday Movie of the Week (2007)

### Транслируемые передачи
- The Cosby Show (2002 — настоящее время)
- George Lopez (2007 — настоящее время)
- Family Matters (2008 — настоящее время)
- Няня (2009 — настоящее время)
- Малкольм в центре внимания (2009 — настоящее время)
- Гленн Мартин (2009 — 2011)
- Все ненавидят Криса (2009 — настоящее время)
- My Wife and Kids (2010 — настоящее время)
- Друзья (2011 — настоящее время)[1]

## Nick at Nite в других странах
В отличие от широкой аудитории канала «Nickelodeon», который транслируется почти во всех странах мира, «Nick at Nite» не имеет настолько большой аудитории в других странах. Международные версии канала в настоящее время существуют в США, Бразилии, Японии, Германии, Нидерландах и Австралии. В Канаде и Великобритании вещает версия телеканала в США, Бельгия вещает версию телеканала в Нидерландах.